# Rapallo
Rapallo (ligurski Rapallu) je grad u talijanskoj provinciji Genovi, regija Ligurija. Nalazi se na rivijeri Levante u istoimenom zaljevu, 24 kilometra jugoistočno od Genove.
Područje Rapalla naseljeno je od 8. stoljeća pr. Kr., a ime grada se prvi put spominje u ispravi iz 964. godine. Godine 1920. u Rappalu je potpisan Rapalski ugovor između Kraljevine SHS i Kraljevine Italije kojima su određene granice između država. Dvije godine kasnije, ovdje su ugovor potpisale Njemačka i Rusija u kojem se obje zemlje odrekle prava na ratne odštete nakon Prvog svjetskog rata.